# 341 California
California (asteroide 341) é um asteroide da cintura principal com um diâmetro de 14,67 quilómetros, a 1,7731784 UA. Possui uma excentricidade de 0,1937417 e um período orbital de 1 191,25 dias (3,26 anos).
California tem uma velocidade orbital média de 20,08415887 km/s e uma inclinação de 5,66779º.
Este asteroide foi descoberto em 25 de Setembro de 1892 por Max Wolf.
Foi nomeado em homenagem ao estado norte-americano Califórnia.